# Vasílievka (Sochi, Krasnodar)
Vasílievka (del ruso: Васильевка) es un seló del distrito de Lázarevskoye de la unidad municipal de la ciudad de Sochi del krai de Krasnodar, en el sur de Rusia. Está situado en las colinas de la orilla izquierda del Mamaika, 9 km al norte de Sochi y 164 km al sureste de Krasnodar, la capital del krai. Tenía 444 habitantes en 2010.
Pertenece al ókrug rural Vólkovski.

## Historia
Perteneció entre el 26 de diciembre de 1962 y el 16 de enero de 1965 al raión de Tuapsé. 

## Transporte
Dos kilómetros al sur de la localidad se halla la plataforma ferroviaria de Mamaika en la línea Tuapsé-Sujumi de la red del ferrocarril del Cáucaso Norte. Asimismo entre el antedicho microdistrito y Vasílievka pasa la carretera federal M27 Dzhubga-frontera abjasa.